# Manicamp
Manicamp település Franciaországban, Aisne megyében. Lakosainak száma 306 fő (2022. január 1.). Manicamp Abbécourt, Besmé, Bichancourt, Bourguignon-sous-Coucy, Marest-Dampcourt, Quierzy és Saint-Paul-aux-Bois községekkel határos.

## Népesség
A település népességének változása:
| Lakosok száma | 336  | 313  | 333  | 319  | 322  | 316  | 307  | 299  | 295  | 306  |
|               | 1968 | 1982 | 1990 | 2006 | 2013 | 2015 | 2017 | 2019 | 2020 | 2022 |